# 梅村修
梅村 修（うめむら　おさむ、1963年4月7日 - ）とは、追手門学院大学教授。文学修士。愛知県名古屋市生まれ。

## 略歴
- 1988年慶応義塾大学文学部卒業。帝京大学助手・講師等を経て、2003年追手門学院大学文学部アジア文化学科助教授に就任。その後、2007年に同学科准教授、2008年同学科教授となり現在に至る。また、2009年より同大学教育研究所所長も務める。

研究分野は留学生教育、コミュニケーション論、広告論、メディアリテラシーなど。

## 主な著作
- ブランドとリサイクル　リサイクル文化社大阪編集室　2005年5月　ISBN 978-4434061103　※辻幸恵との共著
- アート・マーケティング　白桃書房　2006年5月　ISBN 978-4561651574　※辻幸恵との共著
- キャラクター総論　―文化・商業・知財　白桃書房　2009年5月　ISBN 978-4561265092　※辻幸恵、水野浩児との共著